# Спейсер (физика)
Спейсер (англ. spacer) — в модулированно-легированной гетероструктуре нелегированный слой полупроводника с большой шириной запрещённой зоны, разделяющий двумерный электронный (дырочный) газ и легированный слой с донорами (акцепторами). Вводится для того чтобы как можно дальше разнести заряженные примеси и двумерный электронный газ, поскольку для повышения подвижности необходимо уменьшить рассеяние связанное с кулоновским потенциалом примесей.